# Somville
Somville is een gehucht in de gemeente Chaumont-Gistoux in de Belgische provincie Waals-Brabant.
Het gehucht ligt in deelgemeente Chaumont-Gistoux, een halve kilometer ten zuidoosten van de dorpskern van Chaumont. Door lintbebouwing en nieuwe woonwijken is het gehucht tegenwoordig met het dorp vergroeid.

## Geschiedenis
Oude vermeldingen van de plaatsnaam dateren uit 1598 als Sommeville.
De Ferrariskaart uit de jaren 1770 toont hier reeds een aparte bebouwde kern, maar geeft hier geen aparte naam aan, enkel de dorpsnaam Chaumont. De Atlas der Buurtwegen uit 1841 en de Vandermaelenkaart uit het midden van de 19de eeuw tonen het gehucht Somville.
In de volgende decennia werd ten zuidwesten de rechte weg tussen Gistoux en Perwijs aangelegd, als onderdeel van de steenweg tussen Waver en Hoei.

## Bezienswaardigheden
- De Cense de Somville, de oude cijnshoeve die reeds in de 16de eeuw werd vermeld. De huidige hoeve dateert uit de 19de eeuw.
- De Ferme de la Croisette, een hoeve waarvan delen uit de 18de en 19de eeuw dateren
- De Ferme d'Agrefesse uit 1863

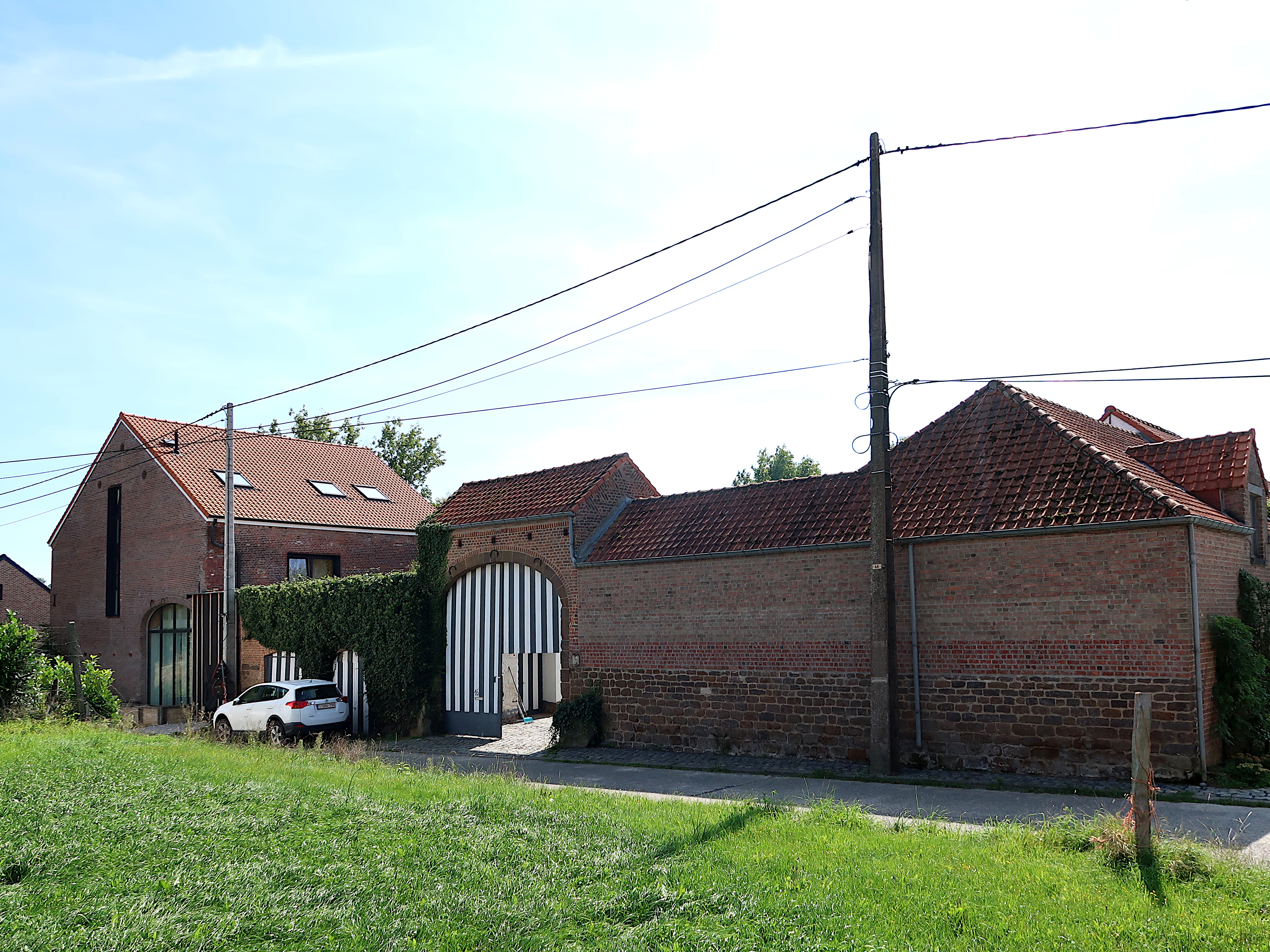
Cense de Somville
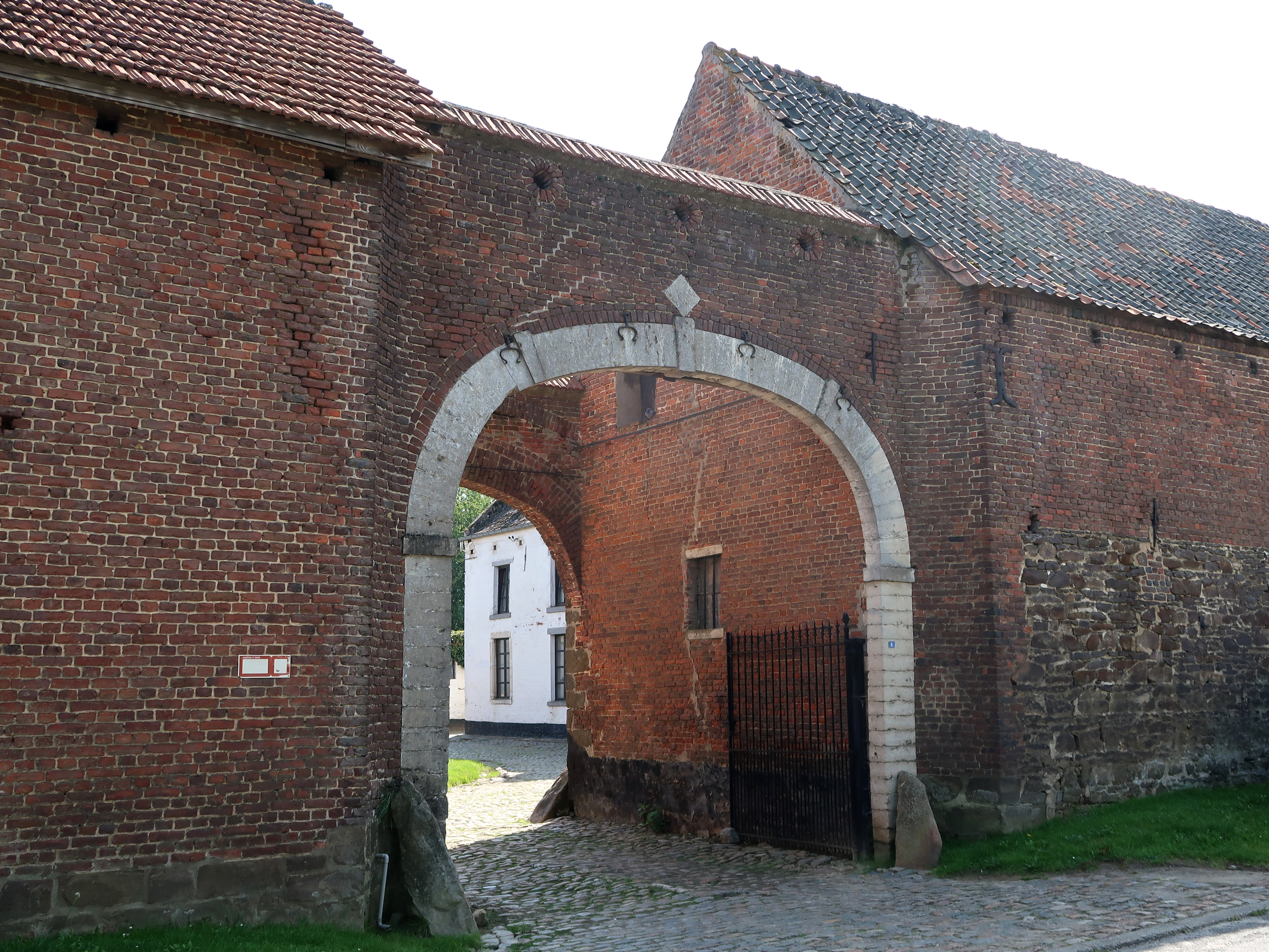
Ferme de Croisette
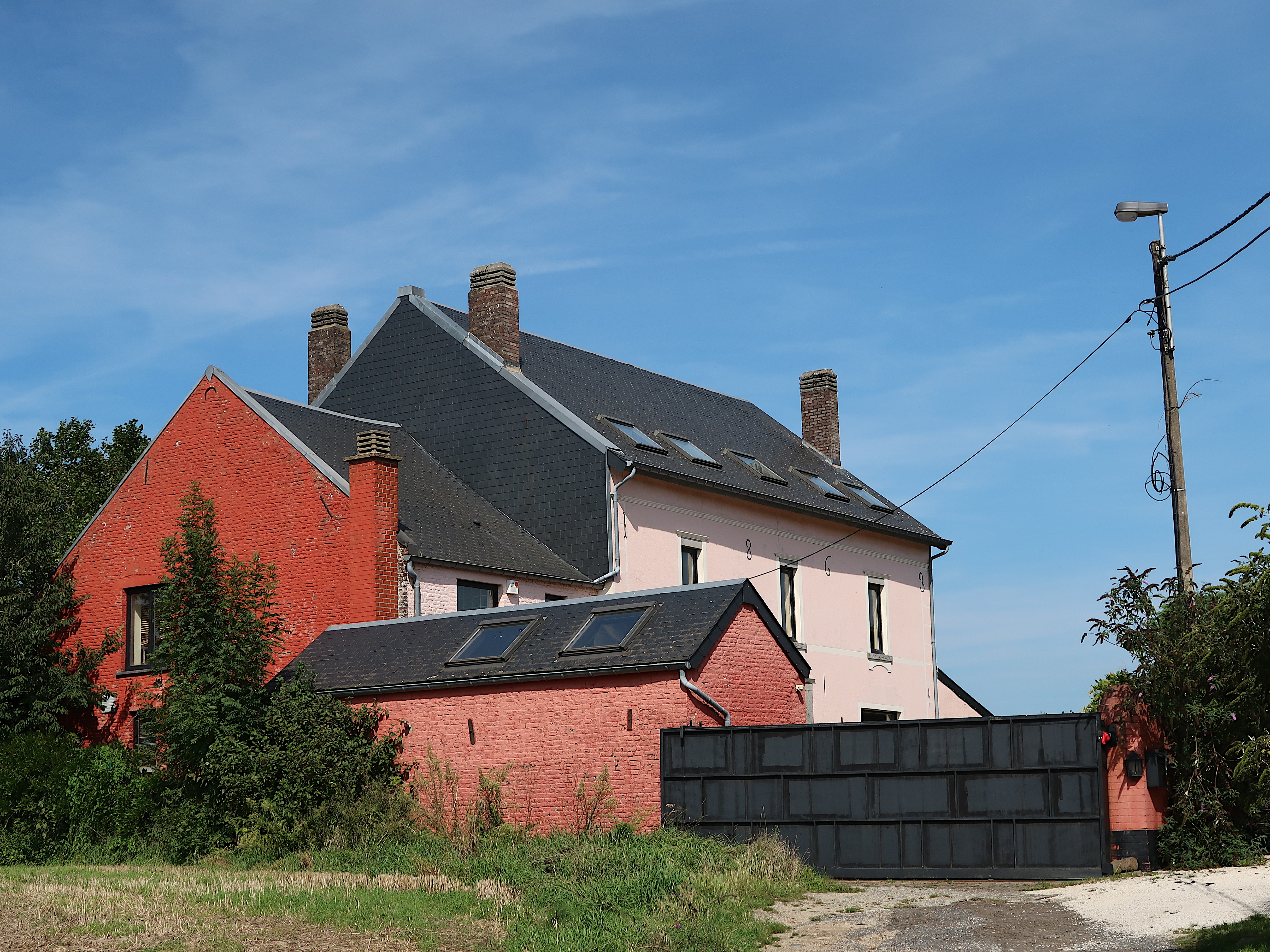
Ferme d'Agrefesse

## Verkeer en vervoer
Ten zuidwesten van het gehucht loopt de gewestweg N243 (Chaussée de Huy).